# 痛快! アニメジオ
痛快!アニメジオ（つうかい!アニメジオ）は、和歌山放送（wbs）制作のラジオ番組（アニラジ）。

## 概要
wbsのアナウンサー・北尾博伸が、アニメを初め、特撮や声優に関する話題も絡めながら送るトーク番組。1994年から続く、wbsでも屈指の長寿番組である。
2010年3月をもって一時的に放送が休止となったが、翌4月からTBSラジオ主管のインターネットラジオサイト『らじこん』での有料配信でつなぎ、2011年10月9日より現在の放送時間に移して再開された。
現在の放送時間に移ってから当番組が和歌山放送の一週間の締めにあたり、番組が終わった後にCMが流れ24時の時報の後にクロージングを流し、朝5時まで停波する。その後放送時間が変更になり2024年3月31日までは20時30分から21時まで、2024年4月7日からは23時から23時30分までの放送になる。
基本的にwbsのスタジオで収録されているが、2008年以降は年に1回程度、北尾らパーソナリティが費用の全てを自ら負担して東京まで出張し、自分たちの好きな声優をゲストに招いた「自腹で出張・声優インタビュー」という特別企画を行っている。

### 自腹で出張・声優インタビュー
2008年3月以降に放送されたのは以下の通り。この回以降、当パートのみインターネット上でも配信を行っている。
- 2008年3月 - 斎藤千和
  - 北尾と民木が斎藤のファンであり、彼女の出演作品や関連エピソードに詳しかったため、いつも以上に濃い内容だった。
- 2009年
  - 田村ゆかり
  - 中村繪里子・今井麻美・下田麻美（THE IDOLM@STERすぺしゃる）
- 2010年
  - 本多真梨子・富樫美鈴・堀中優希（生徒会の一存すぺしゃる）
  - 飛田展男
- 2012年7月 - 竹達彩奈

## 出演者
- パーソナリティ - 北尾博伸
  - wbsのアナウンサー。愛称は「アニラジ三太夫」。
  - 1970・1980年代のアニメ・特撮作品には詳しいが、1990年代以降は各クール2・3作品程度しか見ておらず、70・80年代の作品のネタ中心のトークになりがちである。若いリスナーを置き去りにしがちで、自分から「昭和厨です」と開き直った発言することもある。
  - 川澄綾子や松岡由貴のファンで、松岡を前述の出張インタビュー企画第1回のゲストとして招いている。さらに梶浦由記のファンでもあり、彼女が音楽を担当しているからという理由で視聴するアニメを決めることもある。ゲームは全くやらない。
  - web版時代には「こんちは、昭和」というコーナーの進行役を受け持ち、昭和時代の作品について熱い思いを語っている。

- アシスタント - 中川智美
  - wbsのアナウンサー。愛称は「ともちゃん」。青二プロダクション所属の同名の声優とは別人。
  - 2006年春頃からアシスタントを務めており、就任当時は声優志望の大学生だった。90年代後半以降のアニメについては、北尾よりは詳しい。
  - 石田彰と『スレイヤーズ』のファン。コメンテーターの民木が親しい原作者の神坂一に、番組中でインタビューを行ったこともある。
  - ゲームもたまにやっており、アンジェリークなどの乙女ゲームにはまるほどの腐女子であることが、web版での言動で発覚した。

- コメンテーター - 民木☆唯（たみき ゆい）
  - 2001年から2005年頃のスポンサーで、和歌山市内に出店していたアニメショップ『O-TRAP』の元社長。
  - 当初は月に1・2回のゲスト扱いで出演していたが、スポンサー撤退後の2006年4月からはコメンテーターとしてレギュラー出演。番組内で流す楽曲の選曲など、放送作家的な役割もこなす。
  - 北尾とは正反対に2000年代以降のアニメやゲームに詳しく、北尾を補完するようにフォローやツッコミを入れる。
  - web版では「せっかくだから、俺はこの作品を選ぶぜ！（略して『おれさく』）」コーナーを担当。
  - 「自腹で出張・声優インタビュー」企画の『アイドルマスターすぺしゃる』と『生徒会の一存すぺしゃる』の回では北尾に代わって進行役を務め、各作品のラジオやドラマCDのネタまで詳しく知っていたため、ゲストから驚かれていた。